# Not Letting Go
„Not Letting Go” – utwór brytyjskiego rapera Tinie Tempah wraz z gościnnym udziałem piosenkarki Jess Glynne. Wydany został 19 czerwca 2015 roku w Wielkiej Brytanii przez wytwórnię płytową Parlophone jako singel z nadchodzącego trzeciego albumu studyjnego rapera. Utwór znalazł się także na wersji rozszerzonej debiutanckiego albumu studyjnego Glynne, zatytułowanego I Cry When I Laugh. Twórcą tekstu utworu jest Tinie Tempah, natomiast jego produkcją zajął się Bless Beats. Do singla nakręcony został teledysk, a jego reżyserią zajęli się Charlie Robins i Joe Alexander. Singel zadebiutował 28 czerwca 2015 roku na szczycie notowaniu UK Singles Chart, stając się tym samym szóstym numerem jeden w karierze rapera.

## Tło
Tempah podczas wywiadu stwierdził:

Jestem fanem Jess, odkąd usłyszałem "Home". Spotkaliśmy się na Brits w ubiegłym roku i zaczęliśmy rozmawiać o zrobieniu czegoś razem. Oboje mieliśmy szalone lato, wciąż wpadaliśmy na siebie podczas festiwali. W końcu ustaliliśmy datę w studiu razem z Bless Beatsem, który wyprodukował numer.

## Pozycje na listach przebojów
| Kraj            | Lista (2015)            | Pozycja |
| --------------- | ----------------------- | ------- |
| Australia       | Top 50 Singles          | 89      |
| Irlandia        | Top 50 Singles          | 11      |
| Szkocja         | Scottish Singles Top 40 | 2       |
| Wielka Brytania | Singles Top 100         | 1       |